# Rathaus Güstrow

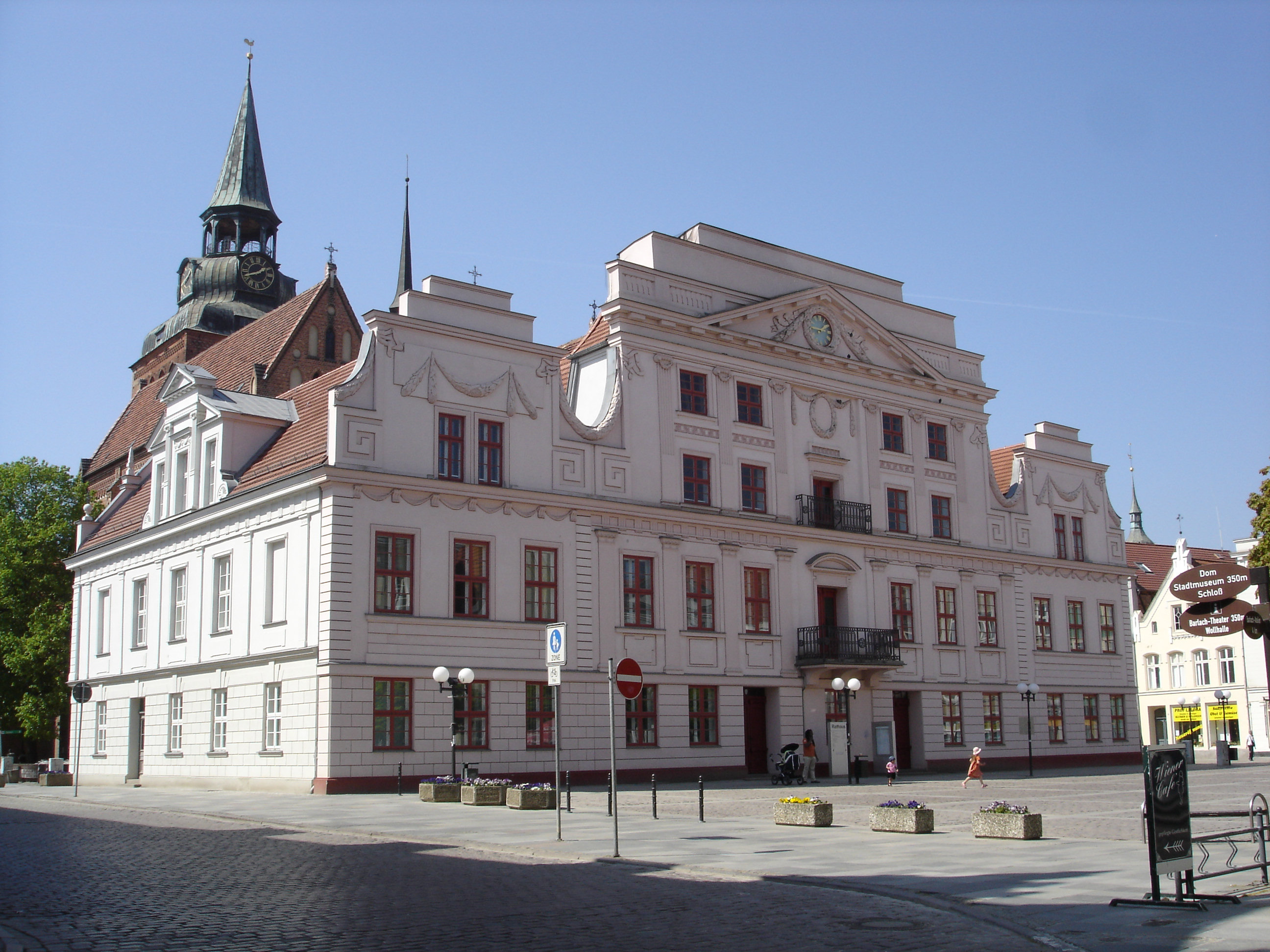
Rathaus in Güstrow, 2008

Das Rathaus von Güstrow ist ein Nachfolgebau des ersten Rathauses, das im 13. Jahrhundert erbaut worden war. Der heutige Sitz der Stadtverwaltung Güstrow wurde 1798 eingeweiht und befindet sich im Zentrum der mecklenburgischen Stadt direkt im Stadtkerns. In unmittelbarer Nähe steht die gotische Pfarrkirche St. Marien.

## Geschichte

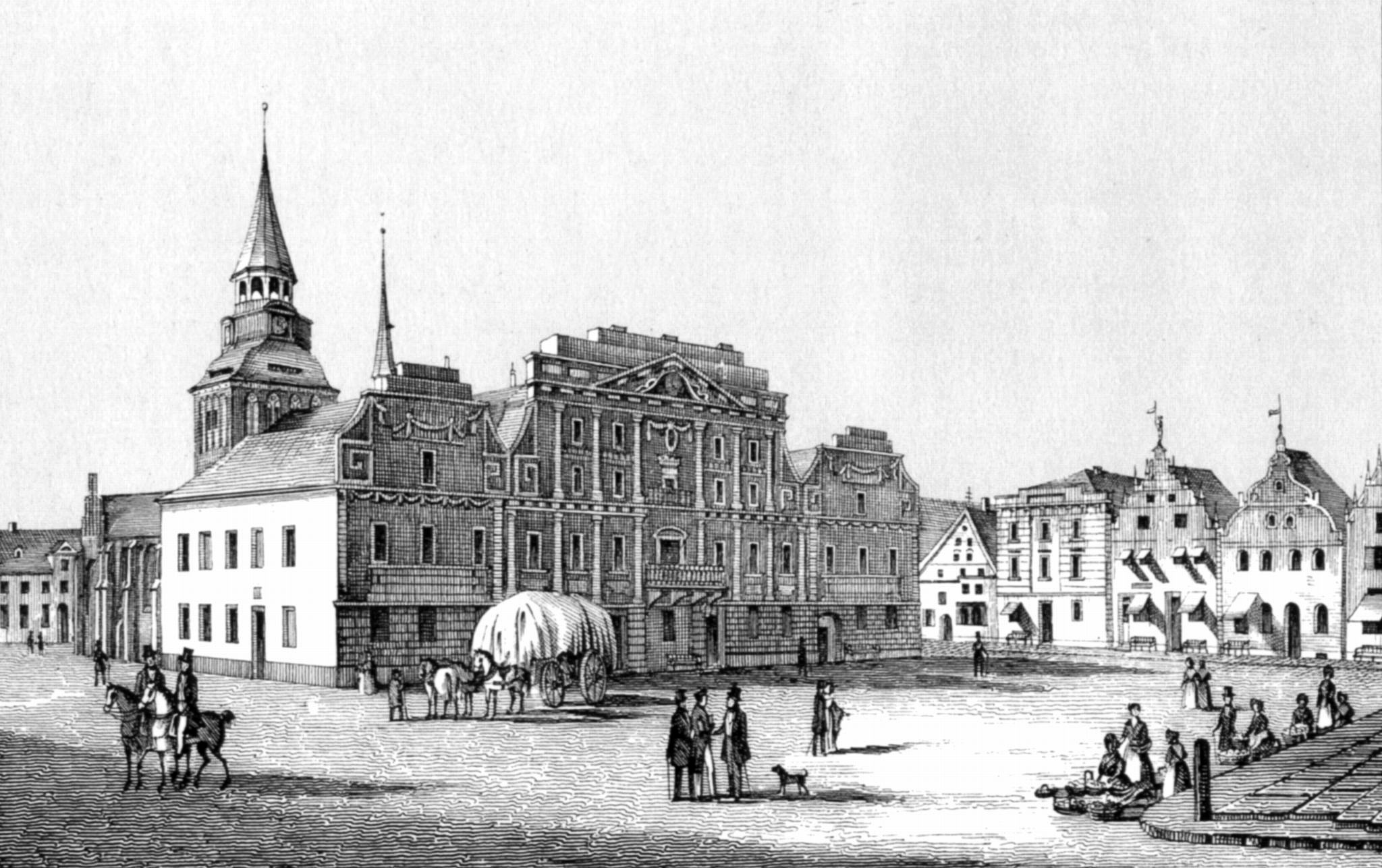
Rathaus im Jahr 1840

Der Stadt Güstrow wurde um 1219–1226 das Schweriner Stadtrecht verliehen. Bald darauf – im 13. Jahrhundert – entstand ein erstes gotisches Rathaus am heutigen Marktplatz. 
Baumeister David Anton Kufahl entwarf die Pläne für einen Neubau, die zwischen 1797 und 1798 realisiert wurden. Er verwendete für das Bauwerk ältere Teile von vier Giebelhäusern, die geschickt in den Baukörper einbezogen wurden.
Nach jahrelanger Nutzung und nur einfachen Erhaltungsmaßnahmen fand 2001/02 eine umfassende Sanierung und Restaurierung nach den historischen Bauvorlagen statt.

## Architektur
Die längsgestreckte klassizistische symmetrisch gegliederte Ostfassade nimmt den Empirestil der napoleonischen Zeit auf. Die Hauptfassade zum Markt hin verfügt über einen erhöhten Mittelteil, gebildet aus zwei Giebeln der ehemaligen Bürgerhäuser, sowie über eine Pilastersäulenverkleidung und einen auffälligen Girlandenschmuck. Über den Schmalseiten befinden sich je ein kleiner Mansardgiebel. Der dreizehnachsige Baukörper besitzt drei Geschosse, ist mit Pultdächern auf den früheren Bürgerhäusern versehen und mit hellem Putz verkleidet. Über dem Haupteingang gibt es einen Balkon mit schmiedeeisener Brüstung, der zum großen Ratssaal bzw. Audienzssaal gehört. Bemerkenswert ist deren Stuckdecke mit dem Motiv Gerechtigkeit und Frieden.